# Soldatenfriedhof Campillo de Llerena
Der Soldatenfriedhof Campillo de Llerena oder besser bekannt als der „Italienische Friedhof“ befindet sich an der Straßenkreuzung der Landesstraße EX-103 und EX-211 bei Campillo de Llerena in der Provinz Badajoz.  
Auf dem Soldatenfriedhof des Spanischen Bürgerkrieges wurden im Jahre 1937 italienische und spanische Legionäre (9 Italiener, 33 Spanier und 2 unbekannte) der faschistischen Brigade Frecce Azzurre (blaue Pfeile) bestattet. Die Legionäre fielen  ab dem 10. Juni 1937 bei Kämpfen in der Sierra de Argallén. In einem der Grabsteine wurde eingeprägt:  

„Hinterlasse eine Blume und sprich ein Gebet für die spanischen und italienischen Legionäre der Brigade „Frecce Azzurre“ die heldenhaft für Spanien und der Weltkultur ihr Leben ließen. 1. Juni 1937, im Jahr des Triumphs.“

Beim Abzug der faschistischen Brigade Frecce Azzurre im Juli 1937 verpflichtet sich die Gemeinde Campillo de Llerena, den Soldatenfriedhof weiter zu pflegen. In den Jahren von 1938 bis 1939 wurden im vorderen Bereich des Soldatenfriedhofes weitere Gefallene der nationalistischen Truppen Francos bestattet. Nach Schätzungen von Archäologen liegen die Überreste von hundert Personen auf dem Friedhof, die in einzelnen Gräbern oder in Massengräbern bestattet wurden. 
Nach dem Sieg Francos über die Republikaner wurden die italienischen Legionäre am 18. März 1941 in das Mausoleum San Antonio de Padua nach Saragossa umgebettet. Weitere Gefallene wurden zudem in das Tal der Gefallenen (Valle de los Caídos) umgebettet, aber die überwiegende Mehrheit der bestatteten nationalistischen Soldaten verblieben auf dem Soldatenfriedhof Campillo de Llerena.  
Nach einer längeren Phase, bei der der Soldatenfriedhof der Verwahrlosung preisgegeben war, entschloss sich die Stadtverwaltung, die Gedenkstätte als historisches Erbe Spaniens zu erhalten.